# Kerstin Barup
Kerstin Else Maria Barup Edström, född 5 augusti 1953 i Stiby församling, Kristianstad län är en svensk arkitekt. Hon är dotter till Elias Barup.

## Utbildning och verksamhet
Kerstin Barup tog examen vid Lunds tekniska högskola 1977. Hon anställdes hos arkitekten Carl-Axel Acking 1977. Barup bedriver egen verksamhet genom Barup och Edström Arkitektkontor AB. Hon studerade vid Det Kongelige Danske Kunstakademi- Konstakademien i Köpenhamn 1977–1979 och fortsatte sedan sina studier vid Rome Centre 1981. Hon utsågs till teknologie doktor vid Lunds tekniska högskola 1988. Hon blev professor i Bebyggelsevård vid Lunds tekniska högskola 1999. Hon har tillsammans med sin make, arkitekten Mats Edström, skrivit boken Skärva. Iscensättningen av ett lantställe. Stockholm 1990.

## Verk i urval

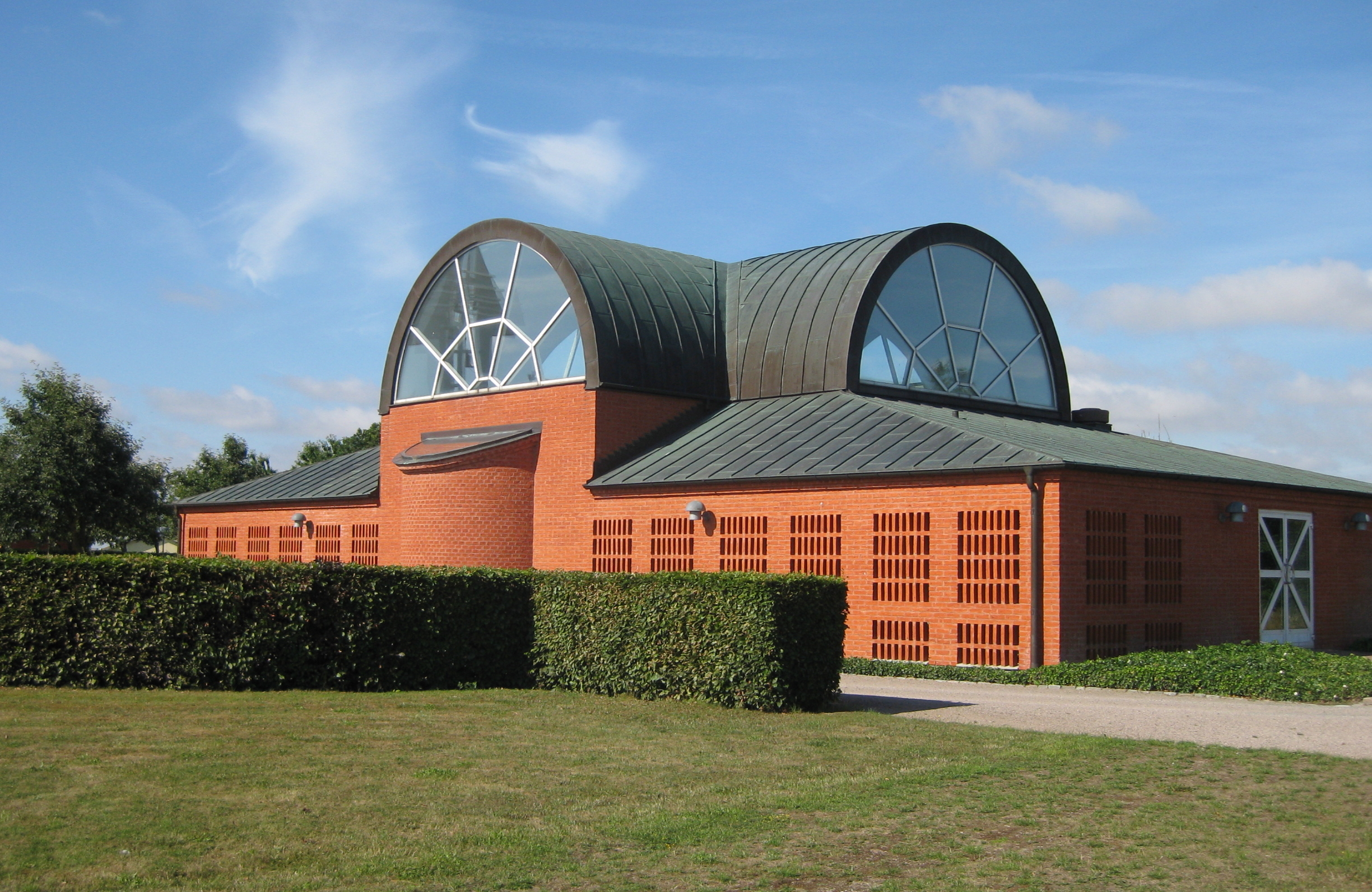
Sankt Clemens kapell

- Sankt Clemens kapell, Simrishamn 1986–1987, tillsammans med Mats Edström
- Restaurering av Linköpings domkyrka 1999–2005, tillsammans med Mats Edström och Jessica Petersson.
- Restaurering av medborgarhuset, Eslöv 2001–2007, tillsammans med Mats Edström.
- Ombyggnad av stärkelsefabrik till restaurang och konstgalleri Kabusa, utanför Ystad.